# Trivellona schepmani
Trivellona schepmani is een slakkensoort uit de familie van de Triviidae. De wetenschappelijke naam van de soort is voor het eerst geldig gepubliceerd in 1941 door Schilder.